# بيتر تشامبرلين
بيتر تشامبرلين (1601-1683)، المعروف باسم بيتر الثالث والحاصل على شهادة دكتور في الطب، كان طبيبًا إنجليزيًا. يعود الفضل في اختراع ملقط الولادة إلى عائلة تشامبرلين: تشير أقدم الأدلة على السر التجاري للعائلة إلى أن بيتر كان يمتلكه في عام 1630. واصل تقليد العائلة في محاولة إخضاع مهنة القبالة لسيطرتهم. مزجت كتاباته الأفكار المرتبطة بالملكيين الخامسين والليفيليرز مع مخططات اجتماعية ذات نكهة طوباوية خاصة به.

## النشأة
كان الابن الأكبر لبيتر تشامبرلين الأصغر، وواصل تقليد العائلة في الطب والقبالة. التحق بمدرسة ميرشانت تايلور، ثم كلية ايمانويل في كامبريدج، وحصل على شهادة الطب من جامعة بادوفا عام 1619، ما أدى إلى قبوله في جامعتي أكسفورد وكامبريدج أيضًا. حضر ولادة الملك المستقبلي تشارلز الثاني على يد الملكة هنريتا ماريا.
كان تشامبرلين طبيبًا مشهورًا وداعيةً للصحة العامة. في عام 1643، أحيا فكرة إنشاء مؤسسة للقابلات، وهو مشروع قديم لوالده، ولكنه واجه معارضة من قبل كلية الأطباء الملكية في لندن.

## حياته اللاحقة
مع استرداد الملكيات في عام 1660، أشار تشامبرلين إلى تشارلز الثاني أنه كان الطبيب الملكي الوحيد الباقي على قيد الحياة من قبل الكومنولث؛ وفي عام 1661، أعيد تعيينه طبيبًا فعليًا للملك. رغم ذلك، لربما كان ذلك التعيين رسميًا فقط.
ذكر كاتب سيرة تشامبرلين، جون هوبسون أفيلينغ، أن «تدينه الشديد» في حياته اللاحقة كان يصل إلى حد الجنون. توفي عام 1683 في وودهام مورتيمر هول في إسكس.

## أعماله
كان كتاب صوت في راما أو صرخة النساء والأطفال (1647) عمل تشامبرلين الذي دعا فيه إلى إضفاء الطابع المهني على القابلات، على غرار ما كان يفعله أفراد عائلته الأكبر سنًا. في هذه الفترة، قدمت كنيسة إنجلترا الترخيص لهم. وُضعت الحدود على طب التوليد، إذ كان الجراحون يتعاملون مع حالات الولادة العسيرة وليس الأطباء. قبل ذلك بجيل، في عام 1616، طلبت القابلات من كلية الأطباء إذنًا بتشكيل منظمة، وهو التماس قدمه بيتر تشامبرلين الأصغر. كان ابنه قد رشح نفسه في عام 1634 حاكمًا لكلية القابلات، ولكنه خسر دعم القابلات أنفسهن. عارضت كلية الأطباء جهوده في عام 1647، ولم تكن محاولته أكثر نجاحًا من المحاولتين السابقتين لإخضاع ترخيص ومراقبة القبالة لإشراف عائلة تشامبرلين. نشر نيكولاس كلبيبر دليلًا للقابلات في عام 1651، ما أدى إلى نشر دليل منافس عام 1656، كان لأحد أفراد عائلة تشامبرلين يد فيه. قد تكون الجهود التي بذلتها إليزابيث سيلييه عام 1687 لتأسيس «كلية ملكية» للقابلات قد حظيت بدعم سري من عائلة كولبيبر.

## عائلته
تزوج تشامبرلين بدايةً جين ميدلتون، الابنة الكبرى للسير هيو ميدلتون، البارون الأول. كانت زوجته الثانية هي آن هاريسون. أنجب من زواجيه 14 ولدًا وأربع بنات.
مارس هيو تشامبرلين الأكبر (1634 - بعد 1720)، الابن الأكبر لبيتر من زواجه الأول، طب التوليد باستخدام الملقط. كان الابن الآخر، بول (1635-1717)، طبيبًا دجالًا محترمًا في عصره، ويُعرف بابتكاره «قلادة الأنوداين» التي ادعى أنها قد تعزز الحمل الصحي وتسهل الولادة، وتحمي من مخاطر التسنين عندما يرتديها الطفل. كان هوفندن ووكر ابن إليزابيث، ابنة بيتر تشامبرلين.